# Сражение при Адуа
Сражение при Адуа (итал. Battaglia di Adua) — решающее сражение Итало-эфиопской войны 1895—1896 годов, произошло 1 марта 1896 года близ города Адуа.

## Соотношение сил сторон
Итальянский корпус под командованием генерала Ореста Баратьери насчитывал примерно 20 тыс. человек, однако часть из них составляли туземцы. 28 февраля 1896 года премьер-министр Италии Франческо Криспи направил генералу Баратьери телеграмму с категорическим требованием немедленно начать решительное наступление и разгромить противника.
Численность армии Эфиопии составляла свыше 80 тыс. воинов, возможно — около 90 тысяч человек, в том числе 80 тысяч пехоты и 8,6 тысяч конницы. В битве участвовали воины из всех областей страны. По уровню подготовки, вооружению и оснащению эфиопская феодальная армия существенно уступала итальянцам, на вооружении воинов имелись устаревшие кремнёвые ружья и луки.
На стороне императора Менелика II действовали русские добровольцы из группы Николая Леонтьева.

## Ход сражения

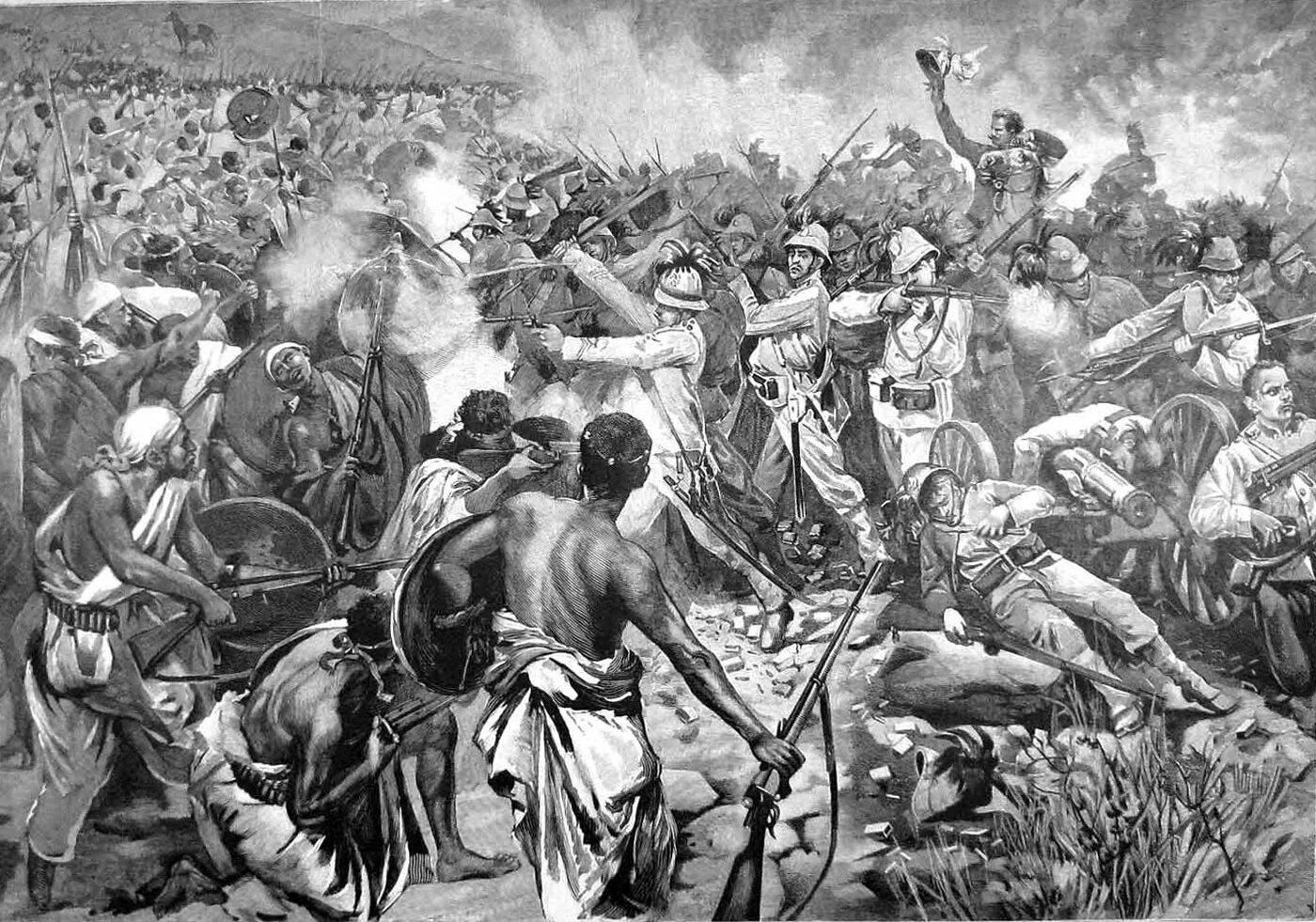
Сражение при Адуа

Итальянские силы были разделены на три колонны.
В результате активного ведения разведки командование эфиопской армии установило местонахождение и маршруты движения итальянских подразделений, что позволило провести сосредоточение сил против колонны генерала Маттео Альбертоне. В результате, первая колонна под командованием генерала Альбертоне, которая первая атаковала эфиопские войска, была окружена и разбита.
Вторая колонна под командованием генерала Джузеппе Аримонди была атакована 30-тысячной армией во главе с императором Менеликом II и также была разбита. На этом участке фронта действовали и тигрейские войска (из представителей народа тигре, основного населения нынешней Эритреи и Судана под командованием раса Менгеши).
Наиболее жестокий бой произошёл на участке фронта генерала Витторио Дабормиды, которого атаковало 30-тысячное войско раса Мэконнына. В ходе 10-часовой битвы итальянцы были окружены, а генерал Дабормида — убит.

## Результаты

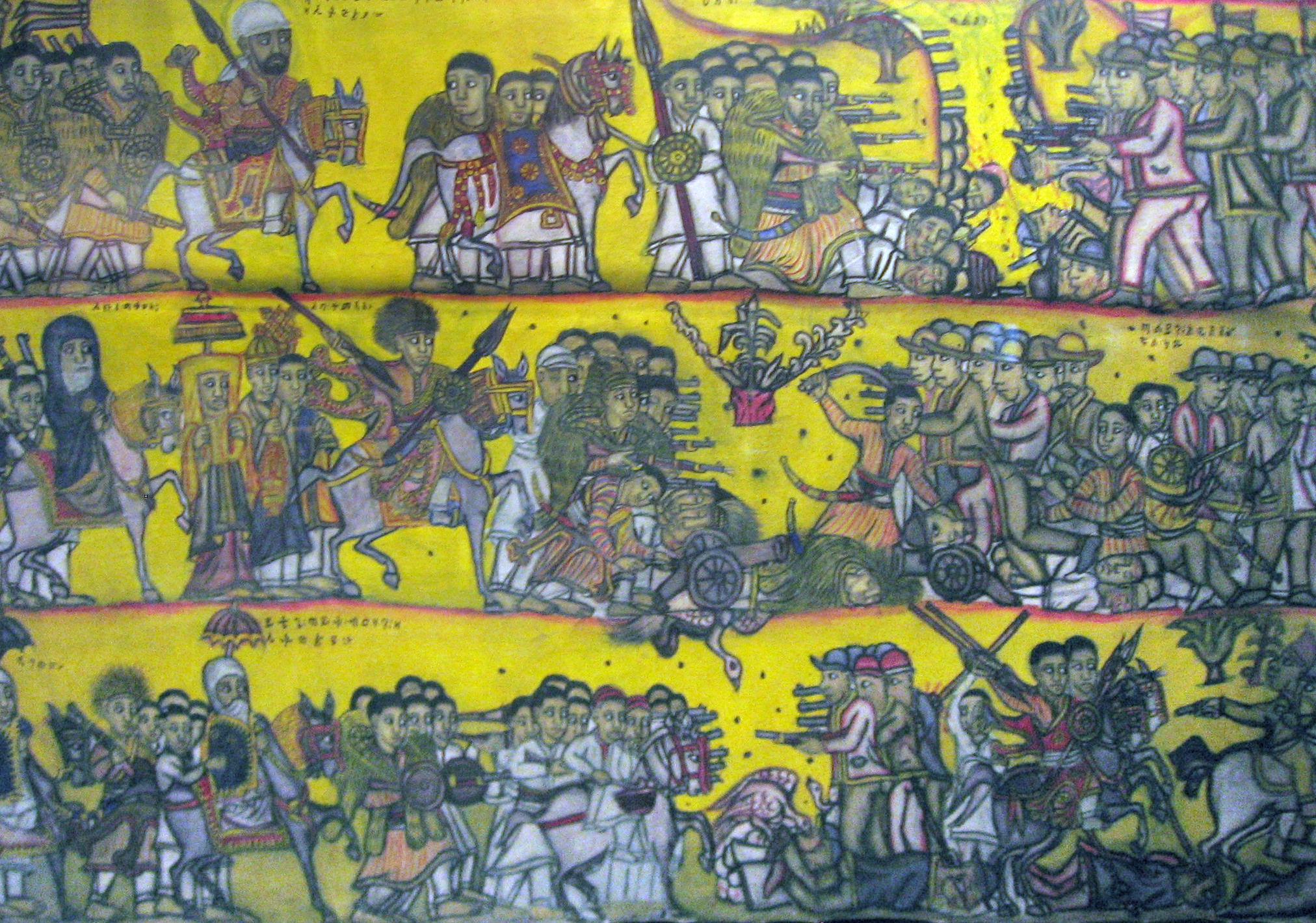
Эфиопское изображение битвы при Адуа

Итальянские войска потеряли 11 тыс. человек убитыми и ранеными, до 4 тыс. было взято в плен. Среди убитых были 2 генерала и 250 офицеров. Трофеями эфиопов стали артиллерийские орудия и большое количество иного вооружения и военного имущества.
После окончания сражения, во время отступления итальянские войска понесли дополнительные потери в результате нападений враждебно настроенных местных жителей. В общей сложности, в расположение итальянских войск в Адди-Кэйих вышли 56 офицеров и 2500 солдат, и ещё 800 человек вышли в Асмэру. В дальнейшем, итальянские войска перешли к обороне на линии Гура — Сэгэнэйти — Халай и в ранее захваченных городах.
Потери эфиопской армии составляли 5 тысяч человек убитыми и (по различным оценкам) от 6 до 10 тысяч человек ранеными.

## Последствия
Поражение итальянских войск положило конец итало-эфиопской войне 1895—1896 годов.
26 октября 1896 года в Аддис-Абебе был подписан мирный договор, в соответствии с которым Италия была вынуждена признать суверенитет Эфиопии и выплатить контрибуцию. Некоторые прибрежные территории Итальянской Эритреи перешли под контроль Эфиопии.
Активная и реальная колониальная политика Рима приостановилась, ограничившись удержанием Эритреи и Сомалийских султанатов вплоть до войны в Триполитании. Поражение также резко обострило внутриполитическую ситуацию внутри Италии в 1897—1900 гг. Существовавшее социальное напряжение и недовольство расходами на проигранную войну в Африке при существующих проблемах в стране переросло в острый кризис и конфронтацию. Вынужденная уступка Кассалы англичанам возмутила левых и привела к забастовкам и столкновениям с полицией и армией. Кабинет маркиза Рудини ушёл в отставку, и в 1898-м правительство возглавил ещё более консервативный генерал Пеллу, принявший жёсткие репрессивные меры против революционных элементов на юге Италии. Подавление выступлений в конечном счёте привело к покушениям 1897 и 1900 гг. на короля Умберто I и его убийству.

## Память, отражение в культуре и искусстве
- Фильм «Adwa — An African Victory» (Эфиопия, 1999)
- Марш-фокстрот «Adua» (1936) Дино Оливьери — был популярен во время Второй мировой войны. Песня воспевает взятие Адуа в 1935 г. войсками Эмилио Де Боно как месть за поражение 1896 года.